# Magyar Nemzeti Függetlenségi Front
A Magyar Nemzeti Függetlenségi Front (MNFF) egy 1944. december 2-án, Szegeden alakult pártszövetség volt. A Magyar Front utódja.

## Története

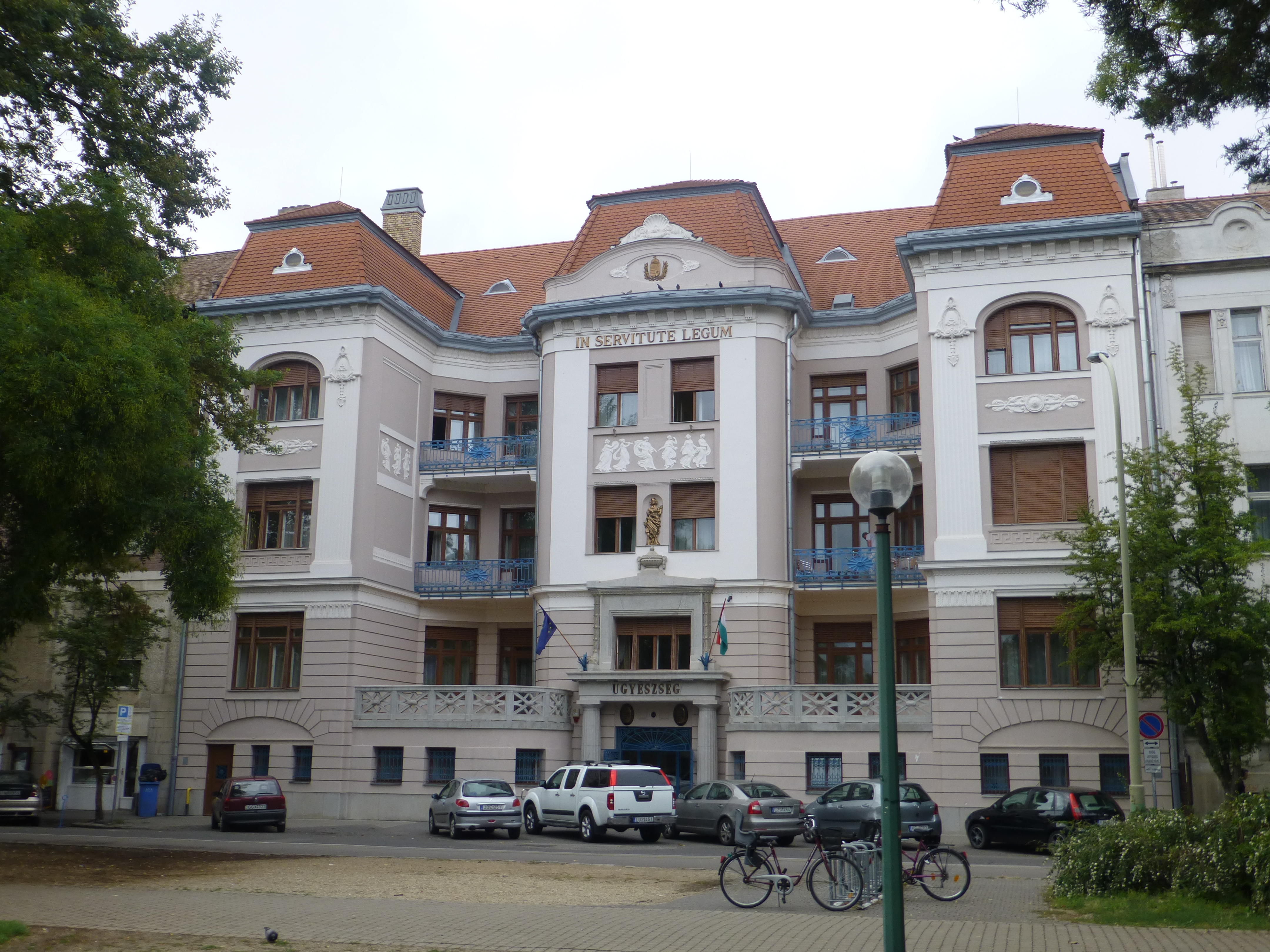
A Front Szegeden, a Vajda-palotában alakult.

A pártszövetséget azért hozták létre, hogy a második világháborút követően leváltsák az országot addig uraló politikai erőket. A szövetség tagjai a háború után egy évig uralták a magyar belpolitikát, ekkor azonban felgyorsult a Front bomlása, amit a szovjet megszállók, illetve az általuk pártfogolt kommunisták egyeduralmi törekvései siettettek.
Öt tagja volt: a Független Kisgazdapárt, a Magyar Kommunista Párt, a Magyarországi Szociáldemokrata Párt, a Nemzeti Parasztpárt és a Polgári Demokrata Párt. A pártok egyszerre képviselték a múlttal való szakítás és a folytonosság elemeit. A kommunisták által alkalmazott szalámitaktika sikeresen zilálta szét a szövetséget (melynek maguk is tagjai voltak) illetve annak tagjait, egyenként. Felbomlása után, 1949. február 2-án Magyar Függetlenségi Népfront néven újjászerveződött, melybe az akkor még működő összes demokratikus pártot belekényszerítették és ott csakhamar felmorzsolták.